# Ronald Agénor
Ronald Jean-Martin Agénor (* 13. November 1964 in Rabat, Marokko) ist ein ehemaliger Tennisspieler, der zunächst für Haiti spielte und später die US-amerikanische Staatsbürgerschaft annahm.

## Karriere
1974, im Alter von zehn Jahren, begann Agénor in Zaire Tennis zu spielen. Vier Jahre später zog er nach Bordeaux, um sich dort voll auf den Tennissport zu konzentrieren und sein Spiel weiterzuentwickeln. Im Alter von 17 Jahren war er in Frankreich die Nummer 24 und ein Jahr später nach dem Gewinn zweier Juniorenturniere die Nummer 8 der Junioren-Weltrangliste.
1983 wurde er Tennisprofi und spielte zunächst auf Satellite-Turnieren, wo er seine ersten Weltranglistenpunkte errang. 1985 gewann er das Challenger-Turnier von Marrakesch und erreichte erstmals die Top 50 der Weltrangliste. Im Jahr darauf stand er an der Seite von Mansour Bahrami in seinem ersten Doppelfinale. 1987 erreichte er bei den Turnieren von Basel, Bordeaux und Gstaad jeweils das Finale, konnte aber keines der Turniere für sich entscheiden. Das Finale in Basel gegen Yannick Noah war das erste Finale in der ATP-Geschichte, in dem zwei schwarze Tennisspieler aufeinandertrafen. 1989 gewann er in Athen sein erstes ATP-Turnier durch einen Finalerfolg gegen die damalige Nummer 6 der Weltrangliste, Kent Carlsson. Im folgenden Jahr gewann er die ATP-Turniere in Berlin und in Genua.
Nach dem Tod seines Vaters 1992 unterbrach Agénor seine Karriere. Nachdem er bis auf Platz 161 zurückgefallen war, kehrte er 1994 wieder in die Top 30 zurück. In den Jahren 1996 und 1997 nahm er eine weitere Auszeit und trat nur bei drei Turnieren an. 1998 startete er ein weiteres Comeback und er konnte sich von Weltranglistenposition 790 wieder in die Top 100 spielen. Er war damit nach Jimmy Connors im Jahr 1992 der erste über 35-Jährige in den Top 100.
Noch während seiner aktiven Zeit begann er 2002 seine Karriere als Tennistrainer und eröffnete die „Ronald Agénor-Tennisakademie“, im selben Jahr beendete er seine aktive Karriere aufgrund einer Verletzung. Seine besten Platzierungen in der Weltrangliste erreichte er 1989 mit Position 22 im Einzel sowie 1986 mit Position 111 im Doppel. Sein bestes Abschneiden bei einem Grand-Slam-Turnier war das Einzug 1989 ins Viertelfinale der French Open, in dem er dem späteren Turniersieger Michael Chang unterlag. In der Doppelkonkurrenz waren seine besten Ergebnisse Zweitrundenteilnahmen bei den French Open und den US Open.
Agénor spielte zwischen 1990 und 2008 30 Einzel- sowie 18 Doppelpartien für die haitianische Davis-Cup-Mannschaft. Vor seiner letzten Berufung ins Team für das Doppel 2008 gegen die Jungferninseln hatte er sechs Jahre lang pausiert.

## Persönliches
Agénor ist das jüngste von sechs Kindern. Sein Vater war über 20 Jahre lang Diplomat in den Vereinigten Staaten, bevor er in Haiti Minister wurde. 
2002 heiratete Agénor die Schauspielerin Tonya Williams, mit der er zwei Kinder hat. Er veröffentlichte zudem zwei CDs mit Rockmusik.

## Erfolge
| Legende                       |
| Grand Slam                    |
| Tennis Masters Cup            |
| ATP Masters Series            |
| ATP International Series Gold |
| ATP International Series (3)  |
| ATP Challenger Series (8)     |

### Einzel

#### Turniersiege

##### ATP Tour
| Nr. | Datum           | Turnier | Belag       | Finalgegner      | Ergebnis      |
| --- | --------------- | ------- | ----------- | ---------------- | ------------- |
| 1.  | 10. April 1989  | Athen   | Sand        | Kent Carlsson    | 6:3, 6:4      |
| 2.  | 18. Juni 1990   | Genua   | Sand        | Tarik Benhabiles | 3:6, 6:4, 6:3 |
| 3.  | 8. Oktober 1990 | Berlin  | Teppich (i) | Alexander Wolkow | 4:6, 7:6, 6:4 |

##### Challenger Tour
| Nr. | Datum            | Turnier       | Belag     | Finalgegner         | Ergebnis      |
| --- | ---------------- | ------------- | --------- | ------------------- | ------------- |
| 1.  | 1. April 1985    | Marrakesch    | Sand      | Ricki Osterthun     | 2:6, 6:3, 6:4 |
| 2.  | 1. Juni 1987     | Dortmund      | Sand      | Bruno Orešar        | 2:6, 6:3, 6:4 |
| 3.  | 25. März 1991    | Marseille     | Sand      | Martin Střelba      | 5:7, 6:4, 6:2 |
| 4.  | 8. Juni 1992     | Yvetot        | Sand      | Àlex Corretja       | 6:4, 2:6, 7:5 |
| 5.  | 18. Oktober 1993 | La Réunion    | Hartplatz | Jeff Tarango        | 6:3, 6:4      |
| 6.  | 31. Mai 1999     | Fürth         | Sand      | Tomáš Zíb           | 6:2, 7:6      |
| 7.  | 12. Juli 1999    | Contrexéville | Sand      | Gérard Solvès       | 7:6, 6:2      |
| 8.  | 8. Mai 2000      | Birmingham    | Sand      | Paradorn Srichaphan | 7:5, 6:3      |

#### Finalteilnahmen
| Nr. | Datum           | Turnier      | Belag         | Finalgegner    | Ergebnis      |
| --- | --------------- | ------------ | ------------- | -------------- | ------------- |
| 1.  | 6. Juli 1987    | Gstaad       | Sand          | Emilio Sánchez | 2:6, 3:6, 6:7 |
| 2.  | 13. Juli 1987   | Bordeaux (1) | Sand          | Emilio Sánchez | 2:6, 3:6, 6:7 |
| 3.  | 5. Oktober 1987 | Basel        | Hartplatz (i) | Yannick Noah   | 6:7, 4:6, 4:6 |
| 4.  | 28. Juli 1988   | Bordeaux (2) | Sand          | Thomas Muster  | 3:6, 3:6      |
| 5.  | 5. Juli 1993    | Båstad       | Sand          | Horst Skoff    | 5:7, 6:1, 0:6 |

### Doppel

#### Finalteilnahmen
| Nr. | Datum          | Turnier  | Belag     | Partner         | Finalgegner                  | Ergebnis |
| --- | -------------- | -------- | --------- | --------------- | ---------------------------- | -------- |
| 1.  | 13. Juli 1986  | Bordeaux | Sand      | Mansour Bahrami | Jordi Arrese David De Miguel | 5:7, 4:6 |
| 2.  | 9. Januar 1995 | Jakarta  | Hartplatz | Shūzō Matsuoka  | David Adams Andrei Olchowski | 5:7, 3:6 |